# Чонкушов, Пётр Очирович

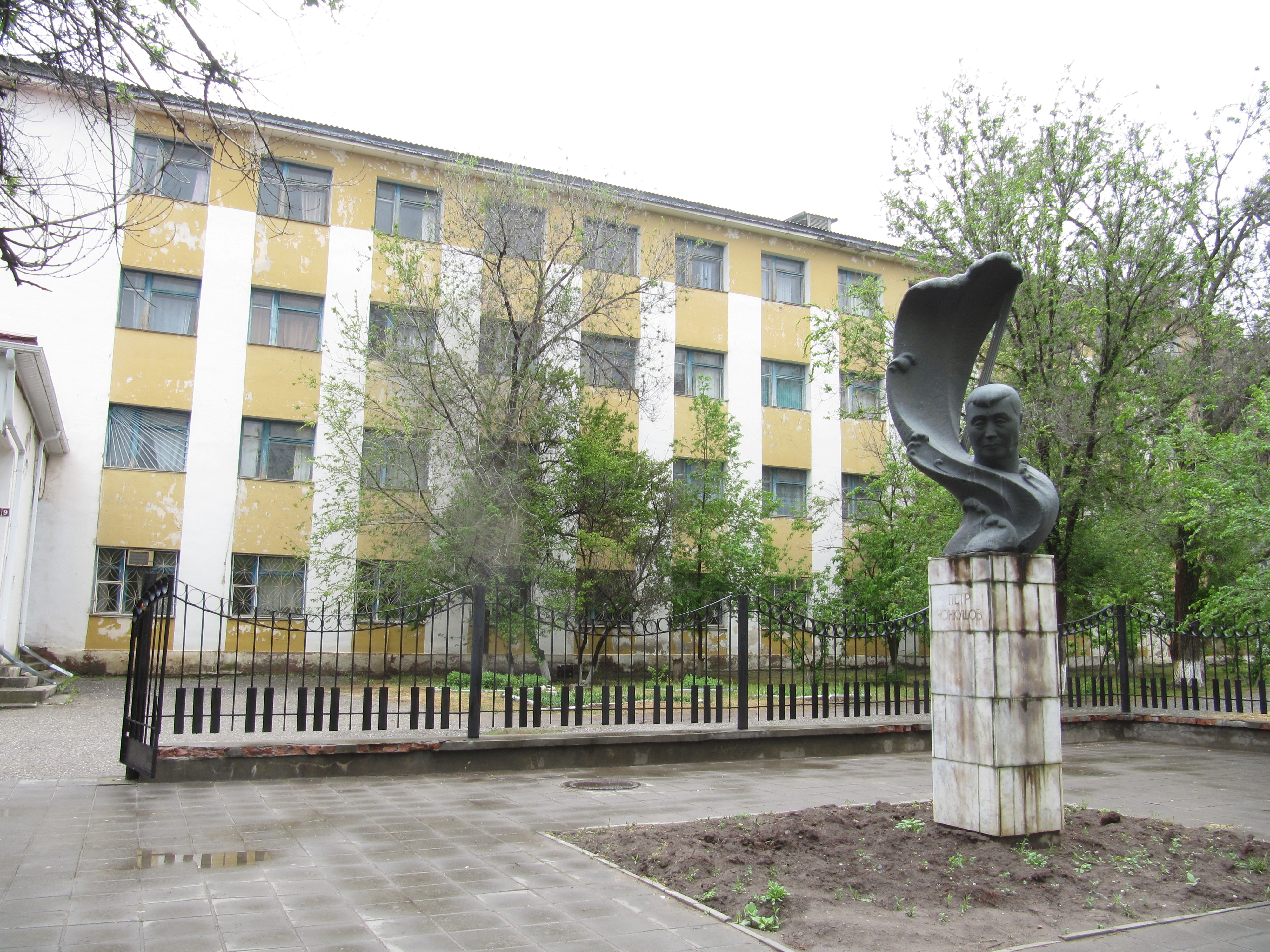
Колледж искусств имени Петра Чонкушова, Элиста, Калмыкия

Пётр Очирович Чонкушов (7 декабря 1930, Москва, СССР — 6 мая 1998) — советский и российский композитор, заслуженный деятель искусств Калмыцкой АССР (1980 г.), заслуженный деятель искусств РСФСР (1991 г.), кавалер ордена Дружбы (1996 г.). Петр Чонкушов — первый профессиональный композитор Калмыкии.

## Биография
Родился в семье бывшего политрука эскадрона. Затем его отец занимал должности народного судьи, члена бюро райкомов, обкомов, директора рыбоконсервного комбината во Владивостоке. Мать первого композитора Джиджни Шопеновна была первой калмычкой-шофёром.
В 1944 году Пётр поступил в Московское областное музыкальное училище имени Октябрьской революции. Но в том же году, как и все калмыки, был депортирован в Сибирь. В 1949 году окончил Омское музыкальное училище. Здесь он написал свои первые пьесы для скрипки, фортепиано, песни. Позже он работал концертмейстером-скрипачом в Омском театре музыкальной комедии.
В 1958 году после восстановления Калмыцкой автономии композитор приехал с семьёй в Калмыкию. Появляются первые произведения, которые приносят музыканту широкое признание. Прежде всего песня на слова А. Балакаева «Элистинский вальс», сразу ставшая популярной в Калмыкии.
В 1967 году Пётр Чонкушов поступил на композиторский факультет Казанской государственной консерватории. Произведения, написанные композитором в годы учёбы в консерватории и после её окончания, стали первыми классическими образцами освоения жанров вариаций концерта, сюиты, поэмы, кантаты.
Чонкушов — автор более 60 песен и романсов. С его именем связано становление в республике профессиональных коллективов: оркестра калмыцких народных инструментов, духового оркестра, камерного оркестра, камерного хора, создание для них национального репертуара.
Чонкушов удостоен Государственной премии Калмыцкой АССР имени Героя Советского Союза О. И. Городовикова, «Заслуженный деятель искусств КАССР» (1980), «Заслуженный деятель искусств РСФСР» (1991), награждён «Орденом Дружбы» (1996), Американским биографическим институтом помещен в «Золотой зал Славы» (Нью-Йорк, 1997).
Умер 6 мая 1998 года.

## Память
16 февраля 1999 году указом Президента Республики Калмыкия Элистинскому училищу искусств присвоено имя П. О. Чонкушова.
В 2000 году открыт памятник П. Чонкушову (автор — Васькин В. С.). В Элисте именем Чонкушова назван проспект.
В 2001 году вышла книга Л. Сафаровой «Пётр Чонкушов: жизнь и творчество».
В 2008 году издано полное собрание сочинений П. О. Чонкушова в трёх томах.